# 胡安·西斯科马尼
胡安·瓜达卢佩·西斯科马尼三世（英語：Juan Guadalupe Ciscomani III，1982年8月30日—）是美国亚利桑那州政治人物，隶属于共和党。他曾担任亚利桑那州州长道格·杜瑟的高级顾问以及亚利桑那-墨西哥委员会的副主席，现为亚利桑那州第六国会选区联邦众议员。2023年，共和党选择西斯科马尼用西班牙语回应乔·拜登总统发表的国情咨文。

## 早年生活和教育
西斯科马尼出生在墨西哥，但是在美国亚利桑那州图森长大。他先是就读于皮马社区学院，后就读于亚利桑那大学，成为了他们家族中第一个从大学毕业的成员。毕业后，他于亚利桑那大学担任程序开发专家。

## 早年政治生涯
西斯科马尼曾于2008年参选亚利桑那州议会，但并未成功。他是图森西班牙裔商会的成员，并曾担任其外展方面的副总裁。他还曾在亚利桑那州民权咨询委员会和皮马县初审法院任命委员会任职。

## 联邦众议员生涯

### 选举

#### 2022年
在2022年美国众议院选举中，西斯科马尼参与了亚利桑那州第六国会选区的联邦众议员选举，并以微弱的优势击败了民主党提名人克尔斯滕·恩格尔取得胜利。

### 任内
在2023年美国众议院议长选举期间，西斯科马尼提名凯文·麦卡锡参选议长。2023年2月，西斯科马尼用西班牙语代表共和党人回应拜登总统发表的国情咨文。
自上任以来，西斯科马尼一直是2024年美国参议院选举的潜在候选。根据《政客》的说法，“共和党建制派”鼓励他参与此次选举。但西斯科马尼最终并未参选。

### 所属委员会
第118届国会：
- 拨款委员会
  - 拨款金融服务和一般政府小组委员会
  - 劳工、卫生和公共服务、教育及相关机构拨款小组委员会
  - 拨款运输、住房和城市发展小组委员会及相关机构
- 退伍军人事务委员会
  - 退伍军人事务小组委员会残疾援助和纪念事务
  - 退伍军人事务委员会经济机会小组委员会

### 党团成员[14]
- 共和党治理集团[15]

## 政治立场
西斯科马尼在2022年时曾表示自己反对堕胎，但支持在亚利桑那州法律中添加允许在强奸及乱伦等例外情况下进行堕胎的条款。目前该州法律不允许怀孕15个星期以上的孕妇进行堕胎。此外西斯科马尼反对在全国范围内推行堕胎禁令。

## 个人生活
西斯科马尼目前居住在亚利桑那州图森，他和他的妻子劳拉共育有六个孩子。

## 选举记录
| 年份   | 职务       | 党派 | 党派   | 初选   | 初选   | 初选 | 决选    | 决选   | 决选 | 结果 | 轮替 | 轮替 | 参考文献 |
| 年份   | 职务       | 党派 | 党派   | 总计   | %      | 排名 | 总计    | %      | 排名 | 结果 | 轮替 | 轮替 | 参考文献 |
| ------ | ---------- | ---- | ------ | ------ | ------ | ---- | ------- | ------ | ---- | ---- | ---- | ---- | -------- |
| 2008年 | 州众议员   |      | 共和党 | 2,142  | 35.90% | 第二 | 11,960  | 15.36% | 第四 | 负   |      | 维持 | [ 17 ]   |
| 2022年 | 联邦众议员 |      | 共和党 | 49,559 | 47.12% | 第一 | 177,201 | 50.73% | 第一 | 胜   |      | 取得 | [ 18 ]   |

## 外部鏈接
- Representative Juan Ciscomani （页面存档备份，存于） official U.S. House website
- Juan Ciscomani for Congress （页面存档备份，存于） campaign website
- 美國國會國家人物傳記大辭典中的傳記
- 由華盛頓郵報維護的投票記錄
- 智慧投票计划中的傳記、投票紀錄及利益集團評級
- 聯邦選舉委員會中的競選財務報告和數據
- C-SPAN內的頁面（英文）